# Romano Mrkić
Romano Mrkić (Bokanjac, 19. veljače 1935. – Bokanjac, 27. siječnja 2013.), hrvatski domovinski i iseljenički romanopisac i pisac pripovjedaka

## Životopis
Rođen je 19. veljače 1935. u Bokanjcu. Pučku školu pohađao je u rodnom mjestu, a nižu gimnaziju u Zadru. Godine 1953. pokušava pobjeći preko granice, no biva uhićen i kažnjen sa šest mjeseci zatvora. Kažnjen je s deset mjeseci zatvora, koje je izdržao u Lepoglavi. Nakon odsluženja vojnog roka uspijeva pobjeći preko granice 1959. i otada živi u inozemstvu. Najprije je proveo godinu dana u izbjegličkim logorima u Italiji, a onda tri godine u Austriji te već dvadeset godina radi kao taksist u Münchenu. U književnosti se javlja djelom "Taksist do Műnchena" (1980.), romanom s životopisnim elementima. Objavio je još djela "Anine noći" (1984.), "Iš, još pitaš" (1986.), "Hrvatska komedija" (1989.) i "Kada zvona utihnu" (2004.). Objavio je još niz pripovjedaka u raznim časopisima i novinama. Uz pisanje uspješno se bavio i slikanjem, posebice portretiranjem. Bio je član Društva hrvatskih književnika. Preminuo je 2013. godine u Zadru.
Priloge je objavio u Zadarskoj reviji, Narodnom listu, Nedjeljnoj Dalmaciji, Vikendu.